# Luke Young
Luke Paul Young (* 19. Juli 1979 in Harlow, Essex) ist ein ehemaliger englischer Fußballspieler. Zumeist als rechter Außenverteidiger eingesetzt, war er zunächst in London für Tottenham Hotspur und später lange Jahre für Charlton Athletic bis kurz nach deren Abstieg in der Premier League aktiv. Im Anschluss an einen Kurzaufenthalt beim FC Middlesbrough stand der siebenfache englische A-Nationalspieler bis zum Ende der Saison 2013/14 bei den Queens Park Rangers in London unter Vertrag. Er entstammt einer fußballaffinen Familie, wobei speziell sein älterer Bruder Neil als ehemaliger Profi des AFC Bournemouth zu nennen ist.

## Profikarriere

### Im Verein

#### Tottenham Hotspur (1997–2001)
Zwei Jahre nachdem er im Juli 1995 als „Trainee“ zur Jugendabteilung des im Londoner Norden beheimateten Erstligisten Tottenham Hotspur beigetreten war, unterschrieb Young seinen ersten Profivertrag. Das erste Pflichtspiel für die A-Mannschaft der „Spurs“ folgte am 28. November 1998 in der Premier League gegen West Ham United (1:2) und fortan kam er primär auf der linken Außenverteidigerposition unter Trainer George Graham dank seiner Schnelligkeit, guten Flanken und einer trotz noch des jungen Alters vergleichsweise reifen und abgeklärten Spielweise zu insgesamt 22 Pflichtspieleinsätzen. Dazu zählten auch zwei Partien im Ligapokal, darunter eine Einwechslung im Halbfinale gegen den FC Wimbledon (1:0), nicht aber das letztlich siegreiche Finale gegen Leicester City (1:0).
Weitere Entwicklungssprünge blieben in den folgenden beiden Jahren allerdings trotz des erkennbaren Talents und der Tatsache, dass sich Young regelmäßig in der englischen U-21-Auswahl behauptete, aus. Bei 20 Ligaeinsätzen in der Saison 1999/2000 stand er nur elfmal in der Startformation und weiteres Pech kam zunächst im September 1999 in Form einer Knöchelverletzung sowie danach eines Knochenbruchs im Fuß hinzu. Vor dem Hintergrund der Zwangspausen von insgesamt zweieinhalb Monaten stimmten die 23 Ligaeinsätze aber noch positiv und für weitere Zuversicht sorgte der Weggang von Sol Campbell, der damit seinen Stammplatz in der Abwehr frei machte. Dessen ungeachtet wechselte Young schließlich im Sommer 2001 für eine Ablösesumme von vier Millionen Pfund zum Ligakonkurrenten und Stadtrivalen Charlton Athletic.

#### Charlton Athletic (2001–2007)
Bei den „Addicks“, wie die Spieler des Klubs aus dem Südosten Londons genannt werden, war Young sofort fester Bestandteil in der Mannschaft. Dabei agierte er je nach von Trainer Alan Curbishley bevorzugtem System als klassischer Außenverteidiger in der Viererkette oder in der offensiven Variante als sogenannter „Wingback“ im 3-5-2-System. Auffällig neben seinen Stärken im Zweikampfverhalten und bei Flanken in den gegnerischen Strafraum war die Fähigkeit, mit langen Einwürfen für Gefahr zu sorgen, was besonders in der zweiten Hälfte der Saison 2001/02 ein probates Mittel war. Dazu half er zeitweise als Innenverteidiger aus und bekleidete diese Position in den letzten drei Partien der Saison 2002/03. Im Oktober 2003 verletzte sich Young beim 1:0-Sieg gegen die Blackburn Rovers am Knöchel und fiel für drei Monate aus, bevor er nach einigen Partien als Einwechselspieler den Rechtsverteidigerposten zurückeroberte.
Ein weiterer Leistungsschub folgte in der Saison 2004/05. Bei seinem 100. Pflichtspiel schoss er gegen Aston Villa (3:0) seinen ersten Treffer für Charlton Athletic und drei Wochen später ließ er das nächste Tor folgen. Am Ende wählten ihn die eigenen Anhänger zum „besten Spieler“ („Charlton Athletic Fans' Player of the Year“) und als weitere Belohnung lud ihn die englische A-Nationalmannschaft für die Sommertournee 2005 durch die USA ein. Young übernahm zur anschließenden Spielzeit 2005/06 das Kapitänsamt und bis zu einer weiteren Knöchelverletzung im April 2006 war er „dauerpräsent“ bei den Addicks.
Der mittlerweile zum Nationalspieler gereifte Young äußerte gegen Ende der Saison 2005/06 den Wunsch nach einem Wechsel. Ein Transfer zu West Ham United für 3,8 Millionen Pfund inklusive der Aussicht im UEFA-Pokal antreten zu können schien bereits Formen anzunehmen, bevor er nach einem Gespräch mit Charltons neuem Trainer Iain Dowie seine Meinung änderte und schließlich einen neuen Vierjahresvertrag unterzeichnete – andere Medien behaupteten hingegen, er hätte schlicht den medizinischen Test bei West Ham United nicht bestanden. Dass Youngs Bekenntnis zu Charlton Athletic nicht lange anhielt, kündigte bereits die turbulente Spielzeit 2006/07 an, in der der Verein mit Iain Dowie, Les Reed und Alan Pardew den Trainerposten häufig neu besetzte und am Ende mit dem vorletzten Platz in die Zweitklassigkeit abstieg.

#### FC Middlesbrough (2007–2008)
Von den Interessenten Aston Villa, Bolton Wanderers, Newcastle United und FC Middlesbrough ging „Boro“ als Sieger hervor und für eine Ablösesumme von 2,5 Millionen Pfund unterschrieb Young im Juli 2007 dort einen Vierjahresvertrag. Er debütierte am 26. August 2007 in der Partie gegen Newcastle United für seinen neuen Verein, etablierte sich auf Anhieb in der Stammformation und absolvierte in der Saison 2007/08 42 Pflichtspiele.

#### Aston Villa (2008–2011)
Trotz laufenden Vertrags nahm der FC Middlesbrough im August 2008 ein Transferangebot des Ligarivalen Aston Villa wahr. Das „Schmerzensgeld“ lag bei fünf Millionen Pfund und war damit doppelt so hoch, wie die nur ein Jahr zuvor vom FC Middlesbrough aufgewendete Summe. Für die „Villans“ agierte Young in der Saison 2008/09 während der Verletzungspause von Wilfred Bouma vordergründig auf der linken Verteidigerseite und kam in insgesamt 34 Premier-League-Begegnungen zum Einsatz. Dass die anschließende Spielzeit 2009/10 unter keinem guten Stern stand, lag dann zunächst in einem persönlichen Schicksalsschlag begründet, als Youngs Leistungen von dem Unfalltod seines Halbbruders überschattet wurden und er zudem auf dem rechten Außenverteidigerposten von Neuverpflichtung Habib Beye sowie vor allem von dem aus dem Abwehrzentrum umfunktionierten Carlos Cuéllar verdrängt wurde. Ein anschließender Vorstoß des FC Liverpool in Bezug auf einen möglichen Wechsel scheiterte dennoch, da Young mutmaßte, in Liverpool nur als „Absicherung“ zu dienen. Stattdessen blieb Young in Birmingham und kam in der Saison 2010/11 in 23 Ligaspielen zum Zuge.

#### Queens Park Rangers (2011–2014)
Am 27. August 2011 wurde bekannt, dass Young zum Neuaufsteiger Queens Park Rangers wechselt. Bei den Rangers unterschrieb er einen Dreijahresvertrag. Beim 3:2-Sieg gegen Stoke City schoss er sein erstes Tor für den neuen Verein. Er kam in seinem ersten Jahr noch regelmäßig zum Zug, aber unter Trainer Mark Hughes war er in seiner zweiten Saison nicht mehr für den Premier-League-Kader vorgesehen. Erst nachdem Hughes im November 2012 entlassen worden war, signalisierte Nachfolger Harry Redknapp, dass Young eine Zukunft im Verein haben könnte. Eine Verletzung sorgte jedoch dafür, dass er auch zum 1. Februar 2013 nicht mehr in den 25-Mann-Kader gemeldet wurde. Am 8. April 2014 bestritt er nach dem Abstieg in die Zweitklassigkeit und nach fast zwei Jahren gegen die Blackburn Rovers (0:2) wieder ein Ligaspiel, aber zum Ende der Saison 2013/14 wurde sein auslaufender Vertrag nicht mehr verlängert.

### Englische Nationalmannschaft
Young war in jungen Jahren Teil der englischen U-21-Auswahl und stand für diese im Kader zur U-21-Europameisterschaft in der Slowakei. Gegen Ende der Saison 2004/05 erhielt er erstmals eine Berufung in die A-Nationalmannschaft und sein Debüt folgte am 28. Mai 2005, als er beim Testspiel gegen die USA 14 Minuten zum Zuge kam. Sein erster 90-Minuten-Einsatz fand am 3. September 2005 beim Qualifikationsspiel zur WM 2006 gegen Wales statt, das England mit 1:0 gewann. Auch aufgrund anhaltender Verletzungsprobleme gelang Young aber nicht der Sprung in den Kader für das WM-Endrundenturnier. Erst am 21. März 2007 nominierte ihn Steve McClaren wieder für die anstehenden EM-Qualifikationsspiele gegen Israel und Andorra, wobei diese Berufung jedoch vornehmlich auf Verletzungen zahlreicher Stammspieler zurückzuführen war.
Im November 2009 wurde anlässlich der Verletzung von Glen Johnson und einer dadurch möglichen weiteren Nominierung bekannt, dass Young bereits im Februar desselben Jahres gegenüber dem englischen Fußballverband seinen Rücktritt aus der englischen Nationalmannschaft aus persönlichen Gründen erklärt hatte. Das siebte Länderspiel gegen Argentinien (3:2) vier Jahre zuvor blieb somit sein letztes.

## Titel/Auszeichnungen
- Englischer Ligapokal (1): 1999